# Syllitus adonarensis
Syllitus adonarensis là một loài bọ cánh cứng trong họ Cerambycidae.